# Caradrina multifera
Caradrina multifera är en fjärilsart som beskrevs av Walker 1856. Caradrina multifera ingår i släktet Caradrina och familjen nattflyn. Inga underarter finns listade i Catalogue of Life.